# Большие деревья
«Большие деревья» (англ. The Big Trees) — приключенческий фильм 1952 года, режиссёр Феликс Файст. В главной роли Кирк Дуглас.

## Сюжет
1900 год. Лесоруб Джим Фаллон жадно рассматривает большие красные деревья в девственном районе Северной Калифорнии. Земля уже заселена, религиозной общиной во главе со старейшиной Биксби, которые имеют религиозные отношения с красными деревьями и отказываются их вырубать, используя для пиломатериалов более мелкие деревья. Джим влюбляется в дочь Биксби, Алисию, но это не меняет его плана обмануть домохозяев. Когда правая рука Джима, Юкон Бернс узнает об этом, он меняет сторону и возглавляет сопротивление местных жителей Джиму. Местные жители борются с лесорубами Джима с помощью сочувствующего судьи, а Джим дает отпор, используя федеральные законы.
Старейшина Биксби погибает, когда секвойя, срубленная людьми Джима, падает на его хижину. Отчаянная попытка Джима оказать помощь отцу Алисии спасает его от осуждения за убийство. Тем временем на сцене появляется соперник Клива Грегга, который превращает поединок в трехсторонний. Грегг и его напарник Френчи ЛеКруа пытаются убить Джима, но в итоге убивают Юкона. Джим резко меняет своё мнение и возглавляет поселенцев, победив Грегга и Френчи. После этого Джим женится на Алисии.

## В ролях
- Кирк Дуглас — Джим Фэллон
- Иви Миллер — Элисия Чадвик
- Патрис Уаймор — Дейзи Фишер/Дора Фигг
- Эдгар Бьюкенен — Вальтер «Юкон» Бёрнс
- Джон Арчер — Френчи ЛеКройкс
- Алан Хейл — младший — Тини
- Рой Робертс — судья Креншоу
- Чарльз Мередит — старик Биксби
- Гарри Кординг — Клив Грегг
- Эллен Корби — сестра Блэкбёрн

## Факты
- Это был последний контракт на съёмки Кирка Дугласа с Warner Brothers после долгого периода сложных отношений между ним и компанией.
- Фильм был выложен в общий доступ после того, как Warner Brothers не возобновила её права на фильм. Причины этого остаются неизвестными.